# Llista de cràters amb sistema de marques radials
A continuació figura una llista de cràters amb sistemes de marques radials. A les taules següents s'inclou una relació amb les coordenades i el diàmetre de cada cràter.

## Mercuri
Els següents cràters de Mercuri tenen sistemes de marques radials:
| Cràter  | Coordenades                            | Diàmetre |
| ------- | -------------------------------------- | -------- |
| Debussy | 33° 54′ S, 347° 30′ E / 33.9°S,347.5°E | 85 km    |
| Degas   | 37° 24′ N, 126° 24′ E / 37.4°N,126.4°E | 60 km    |
| Hokusai | 58° 18′ N, 342° 18′ E / 58.3°N,342.3°E | 95 km    |
| Kuiper  | 11° 18′ S, 31° 30′ E / 11.3°S,31.5°E   | 62 km    |

## Mart
Els següents cràters de Mart posseeixen sistemes de marques radials (Van ser descoberts per les imatges infraroges THEMIS del Mars Odyssey).
| Cràter      | Coordenades                            | Diàmetre |
| ----------- | -------------------------------------- | -------- |
| Corinto     | 16° 54′ N, 141° 42′ E / 16.9°N,141.7°E | 13.5 km  |
| Dilly       | 37° 24′ N, 126° 24′ E / 37.4°N,126.4°E | 2 km     |
| Gratteri    | 17° 42′ S, 199° 54′ E / 17.7°S,199.9°E | 6.9 km   |
| Tomini      | 16° 18′ N, 125° 54′ E / 16.3°N,125.9°E | 7.4 km   |
| Zumba       | 28° 42′ S, 226° 54′ E / 28.7°S,226.9°E | 3.3 km   |
| Zunil       | 7° 42′ N, 166° 00′ E / 7.7°N,166.0°E   | 10.4 km  |
| (Sense nom) | 22° 30′ N, 151° 24′ E / 22.5°N,151.4°E | 2.5 km   |

## Lluna
Aquesta taula llista els cràters d'impacte de la Lluna que tenen sistemes de marques radials. Els noms de cràter seguits per una lletra són cràters satèl·lit associats amb el cràter principal del mateix nom.
| Cràter         | Coordenades                            | Diàmetre |
| -------------- | -------------------------------------- | -------- |
| Anaxagoras     | 73° 24′ N, 10° 06′ O / 73.4°N,10.1°O   | 50 km    |
| Aristarc       | 23° 42′ N, 47° 24′ O / 23.7°N,47.4°O   | 40 km    |
| Aristillus     | 33° 54′ N, 1° 12′ E / 33.9°N,1.2°E     | 55 km    |
| Autòlic        | 30° 42′ N, 1° 30′ E / 30.7°N,1.5°E     | 39 km    |
| Byrgius A      | 24° 30′ S, 63° 42′ O / 24.5°S,63.7°O   | 19 km    |
| Copèrnic       | 9° 42′ N, 20° 06′ O / 9.7°N,20.1°O     | 93 km    |
| Crookes        | 10° 18′ S, 164° 30′ O / 10.3°S,164.5°O | 49 km    |
| Das            | 26° 36′ S, 136° 48′ O / 26.6°S,136.8°O | 38 km    |
| Dionysius      | 2° 48′ N, 17° 18′ E / 2.8°N,17.3°E     | 18 km    |
| Fechner T      | 59° 06′ S, 122° 54′ E / 59.1°S,122.9°E | 14 km    |
| Giordano Bruno | 35° 54′ N, 102° 48′ E / 35.9°N,102.8°E | 22 km    |
| Glushko        | 8° 24′ N, 77° 36′ O / 8.4°N,77.6°O     | 43 km    |
| Godin          | 1° 48′ N, 10° 12′ E / 1.8°N,10.2°E     | 34 km    |
| Harpalus       | 52° 36′ N, 43° 24′ O / 52.6°N,43.4°O   | 39 km    |
| Jackson        | 22° 24′ N, 163° 06′ O / 22.4°N,163.1°O | 71 km    |
| Joule T        | 27° 42′ N, 148° 12′ O / 27.7°N,148.2°O | 37 km    |
| Kepler         | 8° 06′ N, 38° 00′ O / 8.1°N,38.0°O     | 31 km    |
| Langrenus      | 8° 54′ S, 61° 06′ E / 8.9°S,61.1°E     | 127 km   |
| Larmor Q       | 28° 36′ N, 176° 12′ E / 28.6°N,176.2°E | 22 km    |
| Laue G         | 27° 48′ N, 93° 12′ O / 27.8°N,93.2°O   | 36 km    |
| Messier A      | 2° 00′ S, 47° 00′ E / 2.0°S,47.0°E     | 13 km    |
| Moore F        | 20° 12′ N, 176° 06′ O / 20.2°N,176.1°O | 25 km    |
| Necho          | 5° 00′ S, 123° 06′ E / 5.0°S,123.1°E   | 30 km    |
| Ohmio          | 18° 24′ N, 113° 30′ O / 18.4°N,113.5°O | 64 km    |
| Petavius B     | 19° 54′ S, 57° 06′ E / 19.9°S,57.1°E   | 33 km    |
| Proclus        | 16° 06′ N, 46° 48′ E / 16.1°N,46.8°E   | 28 km    |
| Sirsalis F     | 13° 30′ S, 60° 06′ O / 13.5°S,60.1°O   | 13 km    |
| Stevinus A     | 31° 48′ S, 51° 36′ E / 31.8°S,51.6°E   | 8 km     |
| Thales         | 61° 48′ N, 50° 18′ E / 61.8°N,50.3°E   | 31 km    |
| Timocharis     | 26° 42′ N, 13° 06′ O / 26.7°N,13.1°O   | 33 km    |
| Triesnecker    | 4° 12′ N, 3° 36′ E / 4.2°N,3.6°E       | 26 km    |
| Tycho          | 43° 24′ S, 11° 06′ O / 43.4°S,11.1°O   | 102 km   |
| Ventris M      | 4° 54′ S, 158° 00′ E / 4.9°S,158.0°E   | 95 km    |